# Namibia i olympiska sommarspelen 2008
Namibia i olympiska sommarspelen 2008 bestod av 10 idrottare som blivit uttagna av Namibias olympiska kommitté.

## Boxning
- Huvudartikel: Boxning vid olympiska sommarspelen 2008

| Tävlande         | Viktklass     | Sextondelsfinal      | Åttondelsfinal        | Kvartsfinal          | Semifinal            | Final                |                  |
| Tävlande         | Viktklass     | Motståndare Resultat | Motståndare Resultat  | Motståndare Resultat | Motståndare Resultat | Motståndare Resultat |                  |
| ---------------- | ------------- | -------------------- | --------------------- | -------------------- | -------------------- | -------------------- | ---------------- |
| Jafet Uutoni     | Lätt flugvikt | Bye                  | Maszczyk (POL) L 5–+5 | Gick inte vidare     | Gick inte vidare     | Gick inte vidare     | Gick inte vidare |
| Julius Indongo   | Lättvikt      | Little (AUS) L 2–14  | Gick inte vidare      | Gick inte vidare     | Gick inte vidare     | Gick inte vidare     |                  |
| Mujandjae Kasuto | Weltervikt    | Balanov (RUS) L 5–8  | Gick inte vidare      | Gick inte vidare     | Gick inte vidare     | Gick inte vidare     |                  |

## Cykling
- Huvudartikel: Cykling vid olympiska sommarspelen 2008

### Mountainbike
Herrar
| Cyklist       | Gren         | Tid          | Placering    |
| ------------- | ------------ | ------------ | ------------ |
| Manie Heymans | Mountainbike | DNF (varvad) | DNF (varvad) |

### Landsväg
Herrar
| Cyklist      | Gren      | Tid             | Placering |
| ------------ | --------- | --------------- | --------- |
| Eric Hoffman | Linjelopp | 6:26:17 (+2:28) | 22        |

## Friidrott
- Huvudartikel: Friidrott vid olympiska sommarspelen 2008

Förkortningar
- Noteringar – Placeringarna avser endast löparens eget heat
- Q = Kvalificerad till nästa omgång
- q = Kvalificerade sig till nästa omgång som den snabbaste idrottaren eller, i fältgrenarna, via placering utan att uppnå kvalgränsen.
- NR = Nationellt rekord
- N/A = Omgången ingick inte i grenen
- Bye = Idrottaren behövde inte delta i denna omgång

Herrar
Fältgrenar
| Idrottare    | Gren      | Kval    | Kval      | Final            | Final            |
| Idrottare    | Gren      | Distans | Placering | Distans          | Placering        |
| ------------ | --------- | ------- | --------- | ---------------- | ---------------- |
| Stephan Louw | Längdhopp | 7.93    | 13        | Gick inte vidare | Gick inte vidare |

Damer
Bana & landsväg
| Idrottare        | Gren    | Heat     | Heat      | Semifinal        | Semifinal        | Final            | Final            |
| Idrottare        | Gren    | Resultat | Placering | Resultat         | Placering        | Resultat         | Placering        |
| ---------------- | ------- | -------- | --------- | ---------------- | ---------------- | ---------------- | ---------------- |
| Helalia Johannes | Maraton | i.u.     | i.u.      | i.u.             | i.u.             | 2:35:22          | 40               |
| Beata Naigambo   | Maraton | i.u.     | i.u.      | i.u.             | i.u.             | 2:33:29          | 28               |
| Agnes Samaria    | 800 m   | 2:02.18  | 5         | Gick inte vidare | Gick inte vidare | Gick inte vidare | Gick inte vidare |
| Agnes Samaria    | 1 500 m | 4:15.80  | 7         | i.u.             | i.u.             | Gick inte vidare | Gick inte vidare |

## Skytte
- Huvudartikel: Skytte vid olympiska sommarspelen 2008